# Lanocira latifrons
Lanocira latifrons là một loài chân đều trong họ Corallanidae. Loài này được Stebbing miêu tả khoa học năm 1910.